# Nikolaj Koerjanovitsj

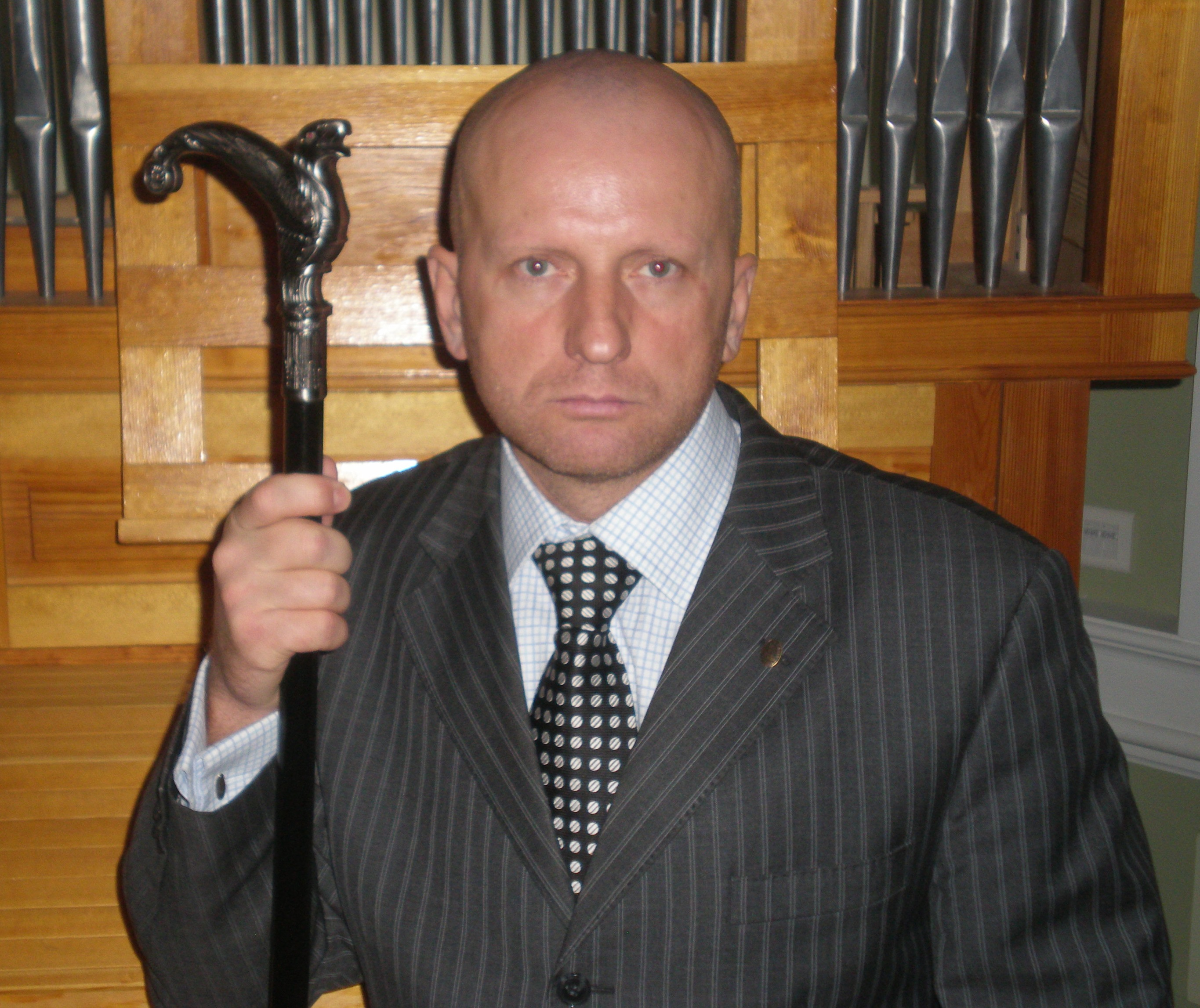
Nikolaj Koerjanovitsj

Nikolaj Vladimirovitsj Koerjanovitsj (Russisch: Николай Владимирович Курьянович) (Toeloen, 16 juni 1966) is een Russisch politicus en een van de meest rechts-extremistische afgevaardigden van de Russische Staatsdoema. Hij is lid van de nationaalsocialistische Slavische Unie, werkt samen met de ultranationalistische Beweging tegen illegale immigratie (DPNI) en was van 1996 tot 2006 lid van de Liberaal-Democratische Partij van Rusland (LDPR), waarna hij eruit werd gezet wegens deelname aan de Russische Mars.
Koerjanovitsj is Russisch-orthodox, getrouwd en heeft twee kinderen.

## Jeugd en politieke loopbaan
Koerjanovitsj werd geboren in de stad Toeloen in de oblast Irkoetsk. In 1983 voltooide hij middelbare school nummer 25, in 1987 studeerde hij af aan de hoge militaire politieschool van Novosibirsk, tussen 1987 en 1992 diende hij in meerdere onderdelen van de Marine van de Sovjet-Unie en in 1998 studeerde hij af aan de faculteit der rechten van de Staatsuniversiteit van Irkoetsk. Op 25 januari 1996 werd hij lid van de ultranationalistische politieke partij LDPR en was vervolgens gedurende 7 jaar lid van de stadsraad van Sajansk. Hij hield zich vooral bezig met juridische zaken en was tevens coördinator van de LDPR voor de oblast Irkoetsk, waarbij hij tevens assistent was van LDPR-Doemalid Jevgeni Loginov. Ook werd hij opgenomen in de unie van journalisten van Rusland. In deze tijd nam hij verschillende malen deel aan verkiezingen voor verschillende posities, maar wist nergens winst te behalen: zijn hoogste score haalde hij bij de burgemeestersverkiezingen van Sajansk in 1999, toen hij de tweede plaats behaalde met 22,4%.

## Doema-afgevaardigde
In december 2003 wist hij dan toch een politieke positie te verwerven, toen hij afgevaardigde werd van Oest-Orda Boerjatië. Zijn verkiezingscampagne richtte zich sterk tegen smokkelarij, -de naar eigen zeggen- "zwarte" houthakkers en buitenlandse immigranten, waarbij hij zich keerde tegen de "Chinese expansie in het Verre Oosten, Oost-Siberië en Transbaikal", waarbij hij verklaarde dat China vijand nummer 2 van Rusland is (volgens de LDPR is staatsvijand nummer 1 de Verenigde Staten). Begin 2004 werd Koerjanovitsj lid van de Doemacommissie voor veiligheid. In dat jaar studeerde hij tevens af aan de Hoge Militaire Academie van de Generale Staf.
In 2005 haalde hij de media toen hij een wet wilde instellen die Russische vrouwen die van plan waren om met buitenlanders te trouwen het Russische staatsburgerschap te ontnemen. Volgens LDPR-leider Vladimir Zjirinovski was de wet bedoeld om Russische vrouwen ervan te weerhouden om het land te verlaten. De wet bleef uiteindelijk in de ontwerpfase steken. In september 2005 steunde hij het idee om Aleksandra Ivannikova, die tot 2 jaar voorwaardelijke gevangenis was veroordeeld voor de dood van twee Armenen die haar naar eigen zeggen zouden geprobeerd hebben te verkrachten, aan te stellen als lid van de Staatsdoema voor de LDPR. Ivannikova, die sympathiek stond aan de DPNI en de ROD, trok zich uiteindelijk terug. Eerder kreeg Koerjanovitsj van de DPNI een geldelijke onderscheiding voor het "verdedigen van de eer van Russische vrouwen in de strijd met de onderdrukker - degenen afkomstig uit Transkaukasië" (Georgië, Armenië en Azerbeidzjan).
Op 6 november 2005 schreef Koerjanovitsj een open brief aan president Poetin met het verzoek de wet die het mogelijk maakt voor inwoners van Tadzjikistan en Kirgizië om Rusland binnen te komen met paspoorten uit die landen, af te schaffen. Dit was volgens hem een manier om de xenofobie in Rusland een halt toe te roepen, aangezien volgens hem "uit Tadzjikistan de hoofdstroom van drugs komt" en de "invasie van illegale immigranten en drugsverslaafden uit de vroegere Sovjet-Aziatische republieken" voor een toename van de nationalistische sentimenten in Rusland zou kunnen zorgen. Hij wilde dat de Doemacommissie voor veiligheid het mandaat zou krijgen om de "bedreiging van de nationale veiligheid van Rusland" te onderzoeken, die volgens hem was ontstaan door de openstelling van de grenzen met Kirgizië en Tadzjikistan om vervolgens de immigratieprocedure voor immigranten uit Kirgizië en Tadzjikistan te kunnen bemoeilijken. Ook dit voorstel leverde geen resultaat op. Op 16 december 2005 deed Koerjanovitsj de federale openbare aanklager een verzoek tot het instellen van een onderzoek naar de redenen van het verlagen van de belastingaanslagen van het private oliebedrijf TNK-BP en haar dochtermaatschappijen van 1 miljard naar 183 miljoen dollar door het hof van arbitrage in Moskou. Hij verklaarde dat hij niet uitsloot dat de rechters niet geheel neutraal waren geweest bij het proces. Als gevolg van zijn activiteiten vertrok rechter Olga Dangoel, die mede verantwoordelijk was voor de belastingreductie "op eigen wil".
In september 2006 ging Koerjanovitsj studeren aan de academie voor diplomatie van het Ministerie van Buitenlandse Zaken van Rusland.

## Russische Mars: Uit de LDPR gezet
In oktober 2006 bleek dat Koerjanovitsj lid was geworden van een commissie die zich bezighield met de voorbereidingen van de nationalistische Russische Mars, die werd georganiseerd door de DPNI en waaraan naast verschillende vertegenwoordigers van de LDPR het jaar daarvoor, toen de mars voor het eerst werd georganiseerd, ook een aantal personen met nazi- en andere fascistische symbolen hadden meegedaan. Na deze mars ontstond in Rusland een discussie over hoe het groeiende fascisme een halt toegeroepen zou kunnen worden. De prefect van de centrale bestuurlijke okroeg van Moskou verbood daarom de mars in 2006 met de smoes dat er grote constructiewerken waren gepland op het traject waar de mars zou moeten worden gehouden. De mars werd uiteindelijk toch gehouden (in meerdere steden, terwijl in veel andere steden de mars verboden werd), maar de deelname van Koerjanovitsj betekende ook het einde van zijn politieke carrière bij de LDPR. Op 31 oktober 2006 werd bekend dat Koerjanovitsj uit de Doemafractie van de LDPR was gezet (volgens LDPR-fractieleider Igor Lebedev met meerderheid van stemmen), officieel vanwege "een grove systematische inbreuk op de fractie- en partijdiscipline", maar het was duidelijk dat zijn schorsing duidelijk verband hield met zijn activiteiten voor de Russische Mars. Koerjanovitsj vond echter dat het een onbeargumenteerd besluit was en hem niks te verwijten viel en weigerde daarom zijn plaats in de Doema op te geven aan de LDPR en vormt sindsdien een onafhankelijke eenmansfractie.
In zijn werkzaamheden werkt hij onder vaak samen met extreemrechtse, dan wel ultranationalistische groeperingen als de DPNI, RONS (Russische Landelijke Nationale Unie), Nationale Volkspartij (Rusland) (NNP), Nationale Soevereine Partij van Rusland (NDPR) en de Slavische Unie.